# Corio
Corio là một đô thị ở tỉnh Torino trong vùng Piedmont, có vị trí cách khoảng 30 km về phía tây bắc của Torino, nước Ý. Tại thời điểm ngày 31 tháng 12 năm 2004, đô thị này có dân số 3.257 người và diện tích là 41,4 km².
Corio giáp các đô thị: Locana, Sparone, Pratiglione, Forno Canavese, Coassolo Torinese, Rocca Canavese, Balangero, Mathi, Nole, và Grosso.